# (2907) Некрасов
(2907) Некрасов (лат. Nekrasov) — типичный астероид главного пояса, открыт 3 октября 1975 года советским астрономом Людмилой Черных в Крымской астрофизической обсерватории и 13 июля 1984 года назван в честь русского поэта и прозаика Николая Некрасова.

## Обнаружение и именование
(2907) Некрасов
Открыт 3 октября 1975 года в Научном Л. И. Черных.
Назван в память о поэте и революционере Николае Алексеевиче Некрасове (1821—1878), который выразил в своих произведениях печали и страдания простого народа.
Оригинальный текст (англ.)2907 Nekrasov
Discovered 1975-10-03 by Chernykh, L. at Nauchnyj.
Named in memory of Nikolaj Alekseevich Nekrasov (1821—1878), a poet and revolutionary who expressed in his works the sorrows and sufferings of the common people.
Источники: DISCOVERY.DB; M.P.C. 8913.

## Орбита

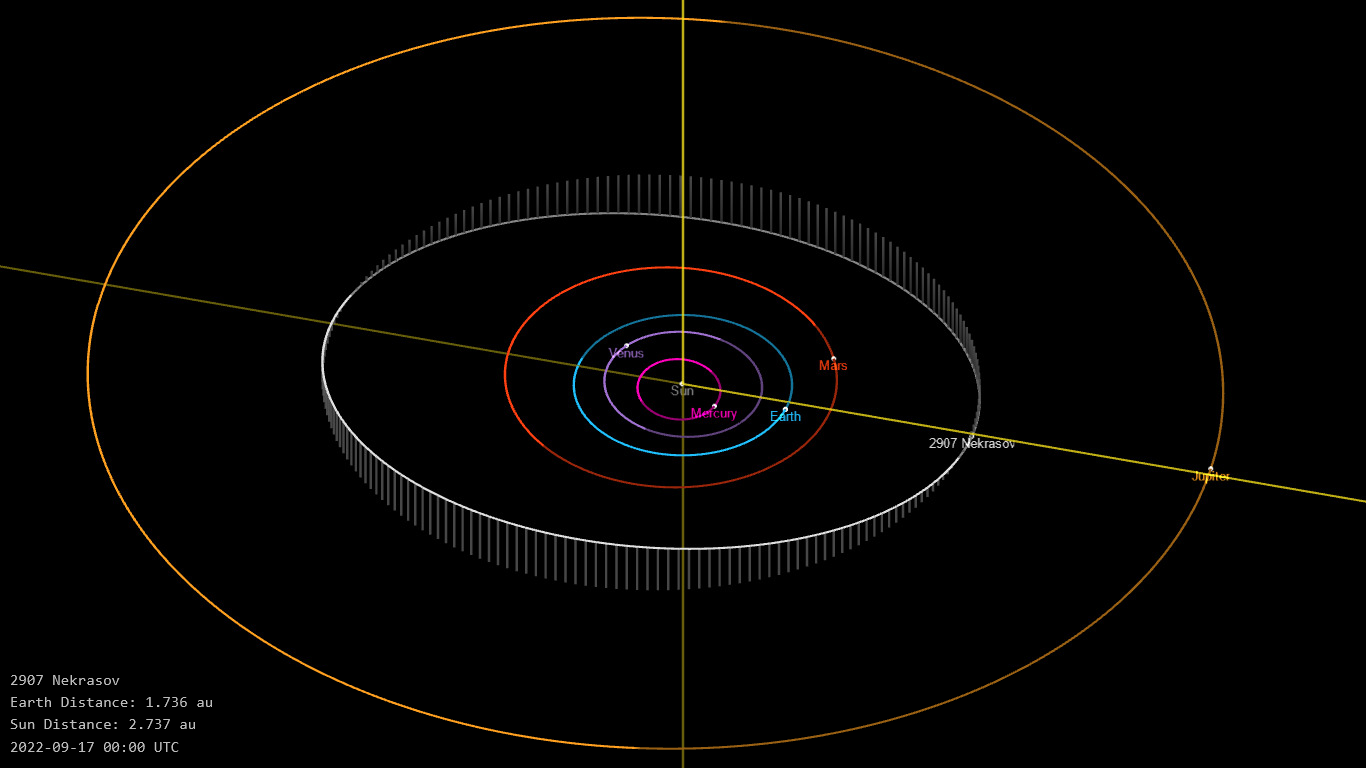
Орбита астероида Некрасов и его положение в Солнечной системе

## Физические характеристики
Астероид относится к таксономическому классу K.
По результатам наблюдений в видимом и ближнем инфракрасном диапазоне космического телескопа NEOWISE и наблюдений в инфракрасном диапазоне спутника Akari диаметр астероида оценивался равным 16,749±0,248 км и 16,75±0,74 км. Согласно тем же источникам альбедо оценивается как 0,1585±0,0177, 0,173±0,018 и 0,159±0,018.